# Червона рута (ансамбль)
Черво́на ру́та (с укр. — «Красная рута») — вокально-инструментальный ансамбль из Черновцов, созданный в 1971 году при Черновицкой филармонии трубачом Анатолием Евдокименко из музыкантов эстрадного оркестра Черновицкого университета специально для аккомпанемента Софии Ротару.

## История
Долгое время «Червона рута» находилась в тени народной артистки Украины, за исключением редких самостоятельных выступлений на гастролях. Также начинали свой творческий путь вместе с «Червоной рутой» такие известные исполнители как Аркадий Хоралов, заслуженная артистка Молдавии Анастасия Лазарюк и заслуженный артист републики Беларусь, солист ВИА «Песняры» (ныне «Белорусские Песняры») Валерий Дайнеко. В 1981 году ансамбль получил приз за высокий уровень мастерства Гран-при на конкурсе исполнителей в Ялте.
Солистка ансамбля София Ротару в 1968 году стала лауреатом IX Всемирного фестиваля молодёжи и студентов. В 1971 году ансамбль с участием Ротару снялся в музыкальном фильме «Червона рута», в 1975 году — в музыкальном фильме «Песня всегда с нами».
Коллектив пользовался большой популярностью в бывшем СССР и за рубежом. Успешно проходили его гастроли с участием Софии Ротару в Болгарии, Чехословакии, Венгрии, Польше, ГДР, Финляндии, Западном Берлине. Польский театральный обозреватель Анджей Волчковский писал:
Ротару была бы находкой для эстрады любой страны. Обаяние и талант Софии не вызывают сомнения. С сильным, широкого диапазона, голосом, она покоряет своей искренностью, лирикой драматизмом. Мы неохотно покидали зал. Хотелось, чтобы София подарила нам ещё одну песню. Или снова исполнила на бис то ли «Червону руту» Ивасюка, то ли зажигательную «Иванел», то ли «Бесконечность» Бакки.
В репертуаре ансамбля песни различных композиторов и авторов, в том числе «Давай потанцуем» венгерского композитора Габора Прессера (широко известный рок-музыкант, лидер группы Lokomotiv GT) и автора И. Ковач.
В 1986 году ансамбль «Червона рута» распался, группа решила продолжать карьеру без Софии Ротару, вернувшись к старому амплуа народной песни. Для певицы это стало неожиданностью и вызвало тяжелые переживания.

## Дискография
- 1972 — Червона рута
- 1979 — Только тебе
- 1981 — София Ротару и Червона рута